# 범어사 선방 축성패
선방축성패(禪房祝聖牌)는 부산광역시 금정구에 있는 축성패이다. 축성패는 사찰에서 참선하는 방(선방)에 모셔 놓고, 스님들이 예불을 드릴 때 기원하면서 사용한다. 1999년 9월 3일 부산광역시의 문화재자료 제6호로 지정되었다.

## 개요
사찰에서 참선하는 방(선방)에 모셔 놓고, 스님들이 예불을 드릴 때 기원하던 것이 축성패이다.
가로 33cm, 세로 47cm의 무늬가 없는 두꺼운 비단에 명주실을 평수, 이음수 등 여러 가지 기법으로 수를 놓았다. 붉은색 바탕의 외곽에 장방형의 금색 테두리를 두르고, 가운데는 금실로 ‘남무달마존자’라고 수를 새기고, 테두리 바깥은 남색으로 만들었다. 글의 양쪽에는 5가지 색실로 불꽃무늬를 수 놓았다. 위쪽에는 녹색실과 금실로 연꽃잎무늬를 수 놓고, 아래쪽에는 5가지 색으로 파도무늬 위에 연꽃무늬를 수 놓았다.
솜씨는 다소 떨어지지만 궁중자수의 유형을 살펴볼 수 있는 중요한 자료이다.

## 같이 보기
- 범어사

## 참고 자료
- 선방축성패 - 국가유산청 국가유산포털
- 이 문서에는 문화재청에서 공공누리 제1유형으로 배포된 자료를 바탕으로 한 내용이 포함되어 있습니다.